# 130
130（一百三十）是129與131之間的自然數。

## 數學性質
- 第98個合數，正因數有1、2、5、10、13、26、65和130。前一個為129、下一個為132。
質因數分解為{\displaystyle 2\times 5\times 13}。
- 第99個虧數，真因數和為122，虧度為8。前一個為129、下一個為131。
- 第89個不尋常數，大於平方根的質因數為13。前一個為129、下一個為131。
- 第80個無平方數因數的數。前一個為129、下一個為131。
- 第10個楔形數。前一個為114、下一個為138。
- 第73個十进制的奢侈數。前一個為126、下一個為132。
- 唯一一個等於最小四個因數平方和的整數：12 + 22 + 52 + 102 = 130

## 在其他領域中
1. C-130運輸機的型號
2. 西元前130年或西元130年的簡稱。